# کریستیان شوفرون
کریستیان شوفرون (رومانیایی: Cristian Șofron؛ زادهٔ ۹ مه ۱۹۵۸) بازیگر تئاتر، سینما و تلویزیون اهل رومانی است.
از فیلم‌ها یا مجموعه‌های تلویزیونی که وی در آن‌ها نقش داشته است، می‌توان به بادبان‌های برافراشته، با دست‌های پاک، بازمانده، اورینت اکسپرس، میرچا، آنگاه همگی را به مرگ محکوم کردم و رز زرد اشاره نمود.